# Stonava
Stonava är en ort i Tjeckien. Den ligger i den östra delen av landet, 300 km öster om huvudstaden Prag. Stonava ligger 243 meter över havet och antalet invånare är 1 771.
Terrängen runt Stonava är platt. Runt Stonava är det tätbefolkat, med 709 invånare per kvadratkilometer. Närmaste större samhälle är Ostrava, 17,5 km väster om Stonava. Omgivningarna runt Stonava är en mosaik av jordbruksmark och naturlig växtlighet.